# Fabrizio Barchi
Fabrizio Barchi (Roma, 1957) è un direttore di coro italiano.

## Biografia
Inizia la carriera di direttore di coro nel 1979, dopo aver completato i suoi studi al Pontificio istituto di musica sacra di Roma. Ha all'attivo la conduzione di numerosi cori, sia all'interno di associazioni, sia nelle scuole della provincia di Roma. Oltre al Coro Musicanova, dirige il coro di voci bianche Primavera, il Coro Femminile Eos, il Coro Iride, il Coro del Liceo Scientifico Primo Levi e il Coro del Liceo Enriques di Ostia, con i quali ha vinto, nel corso degli anni, numerosi premi.
Durante la sua carriera ha collaborato a livello nazionale ed internazionale con importanti compositori, come ad esempio Ennio Morricone e ha assunto la direzione artistica di festival e di associazioni regionali corali. Da segnalare anche un intenso lavoro come vicedirettore della Cappella Musicale Lateranense e la cattedra di conduzione di coro presso il Conservatorio Lorenzo Perosi di Campobasso. Nel 2006-07 ha assunto la carica di direttore della Corale della basilica di San Paolo fuori le mura.

## Premi e riconoscimenti
Il Coro Musicanova ha ottenuto numerosi riconoscimenti, tra i quali:
- XLV Concorso Corale Nazionale “Trofei città di Vittorio Veneto 2011: 1º premio Cat. B canto polifonico, 2º premio Cat. D cori giovanili e Gran Premio Efrem Casagrande.
- 7º Concorso Internazionale di "Miltenberg", Germania 2008: 1º premio categoria A programma storico; 3º premio categoria musica popolare e arrangiamenti corali di musica pop-jazz; Premio speciale per la migliore esecuzione del pezzo d'obbligo "Virga Jesse" di A.Bruckner.
- 46º Concorso Internazionale di canto corale "C. A. Seghizzi" di Gorizia 2007: 1º premio categoria musica popolare e canti tradizionali e premio speciale del pubblico; 2º premio categoria musica policorale; 2º premio categoria arrangiamenti corali di musica pop-jazz; 3º premio categoria polifonia - programma storico; Premio Feniarco per il miglior coro italiano.
- LII Concorso Internazionale di canto corale di Cork (Irlanda), 2006: 3º premio
- III Gran Premio Nazionale "F. Marcacci" di Montorio al Vomano (TE): 1º premio
- LIII Concorso Internazionale di Arezzo, 2005: 1º premio categoria B/C (rinascimento, barocco); 1º premio del Festival Corale Internazionale di Canto Popolare; 3º premio sezione "polifonia"
- XXII Concorso Nazionale di Arezzo, 2005: 2º premio
- VIII Concorso Internazionale di Marktoberdorf, 2003: 3º premio categoria cori misti
- XXXVIII Concorso Nazionale di Vittorio Veneto, 2003: 1º premio sezione "programma progetto"; 2º premio sezione"polifonia"
- VI Concorso Internazionale di Maribor, 2002: 3º premio al Grand Prix
- V Concorso Corale Regionale Città di Rieti, 2001: 1º premio sezione canto gregoriano (sezione femminile); 2º premio sezione canto gregoriano (sezione maschile); 3º premio sezione spiritual (sezione maschile); 2º premio (1° non assegnato) sezione contemporanea (sezione femminile); 3º premio sezione contemporanea (sezione maschile); 2º premio (1° non assegnato) sezione musica antica (sezione femminile); 3º premio sezione musica antica (sezione maschile); Gran Premio Città di Rieti (sezione femminile)
- XXX Concorso Internazionale di Tours, 2001: 3º premio sezione "Programma Libero"
- XXIX Concorso Internazionale "Seghizzi" di Gorizia, 2000: 1º premio sezione pop/jazz; 1º premio sezione canto popolare; premio "Nuova Musica" per brano inedito di autore vivente; premio Feniarco quale miglior coro italiano dell'edizione; premio programma musicale di maggior interesse artistico
- XX Concorso Nazionale di Vallecorsa (FR), 1999: 1º premio sezione canto gregoriano; 2º premio (1° non assegnato) sezione polifonia
- V Concorso Nazionale “Premio Mutterle”, 1999: 2º premio (1° non assegnato) sezione polifonia
- I Concorso Corale Regionale Città di Rieti, 1998: 1º premio sezione rinascimento; Gran Premio Città di Rieti
- IV Concorso Nazionale di S. Severo (FG), 1997: 1º premio nella categoria voci miste; 1º premio ex aequo sezione canto popolare; diapason d'oro quale miglior coro dell'edizione 1997
- III Concorso Corale Regionale di Vallecorsa, 1996: 1º premio sezione polifonia

con il Coro Femminile Eos ottenuto diversi riconoscimenti, vincendo,
- Concorso nazionale corale “Settimio Zimarino” di Vasto, nel 2006
- VIII “Gran Premio Corale Francesco Marcacci”.
- I Concorso di Canto Corale "Città di Zagarolo" (primo premio),
- XXI Concorso Polifonico Nazionale "Guido d'Arezzo" (terzo posto),
- XL Concorso Nazionale Corale Trofei "Città di Vittorio Veneto" (secondo posto e premio della critica come miglior repertorio presentato),
- Concorso Polifonico Nazionale "Guido d'Arezzo" 2007, secondo premio,
- secondo posto ex aequo al concorso Nazionale di Vittorio Veneto, nel 2008.

Il Coro Iride ha ottenuto, tra gli altri:
- XLVI Concorso Corale Nazionale “Trofei città di Vittorio Veneto 2012: 1º premio Cat. Cori Giovanili,
- XVI Concorso Corale Nazionale “Settimio Zimarino” 2012 di Vasto: 1º premio e migliore esecuzione brano rinascimentale.